# Animal Crossing: Wild World
Animal Crossing: Wild World  (おいでよ どうぶつの森 Oideyo Dōbutsu no Mori?) es un videojuego desarrollado y publicado por Nintendo para la consola portátil Nintendo DS. Se trata del segundo título de la saga Animal Crossing que se comercializó fuera de Japón, y salió a la venta a finales de 2005.
En Wild World, el protagonista es libre de desarrollar su propia vida dentro de un pueblo habitado por animales antropomórficos. El juego está sincronizado con el reloj y calendario de Nintendo DS, lo que permite jugar en tiempo real. Además, fue el primero de la saga que introdujo multijugador en línea a través de la conexión Wi-Fi de Nintendo.
Animal Crossing: Wild World es el tercer título más exitoso de la saga Animal Crossing (después de New Horizons y New Leaf) con más de 11,75 millones de copias vendidas, lo que le convierte a su vez en el noveno juego más vendido de Nintendo DS. Una versión del juego estuvo disponible en la consola virtual de Wii U entre 2015 y el cierre de Nintendo eShop en 2023, donde se eliminaban los requisitos de conexión local o en línea para algunos eventos del juego al no ser compatible esta versión con ellos.

## Sistema de juego
Animal Crossing: Wild World se desarrolla en un mundo abierto, donde el jugador controla a un personaje humano que se ha mudado a un pueblo habitado por animales antropomórficos. El videojuego está sincronizado con el reloj y calendario de Nintendo DS, por lo que se juega en tiempo real y de acuerdo con las estaciones del año. Esto afecta tanto a la flora y fauna disponible como a los eventos especiales.
En lo que respecta al jugador, el objetivo principal es pagar la hipoteca de su nueva casa a Tom Nook, el comerciante local. Para ello deberá interactuar bien con los vecinos, bien con personajes secundarios que aparecen cada cierto tiempo, y hacer actividades tales como pescar, cultivar, cazar insectos y coleccionar objetos que le permitan ganar dinero. Una vez se ha pagado la vivienda, ésta puede ampliarse.
Una de las principales características de Wild World es su libertad de personalización. La apariencia del protagonista puede ser modificada a gusto del jugador, ya sea con los accesorios del juego (más de 1.500 objetos) o con nuevos diseños creados con la ayuda de las sastres del pueblo, las Hermanas Manitas. El entorno también está sujeto a cambios: se pueden plantar flores y árboles frutales, dibujar constelaciones, y la vivienda del jugador puede ser amueblada con toda clase de objetos e incluso ampliada. A su vez, el intercambio con otros jugadores amplía las opciones disponibles.
El juego utiliza las dos pantallas de la Nintendo DS al mismo tiempo. La pantalla táctil sirve para mover al personaje por el escenario con el stylus, cambiar objetos del escenario, interactuar con otros personajes, escribir mensajes y desplegar el inventario. El jugador puede ver lo que sucede en ambas pantallas sin cambiar su perspectiva.

## Desarrollo
El juego fue anunciado por primera vez en el E3 2004 con el título provisional Animal Crossing DS. Las primeras especificaciones ya apuntaban al uso de las características de Nintendo DS, entre ellas las dos pantallas y el sistema táctil. Al diseñarse un lanzamiento global, no se incluyeron eventos especiales como la Navidad o el Halloween que sí aparecían en anteriores ediciones.
Animal Crossing: Wild World fue el primer título de la saga con juego en línea, y el segundo de Nintendo (después de Mario Kart DS) en utilizar la conexión Wi-Fi de Nintendo. Los jugadores de cualquier parte del mundo podían visitar otros pueblos a través de Códigos Amigo, y valerse de la libertad de movimientos para intercambiar objetos, celebrar torneos y recibir regalos exclusivos. Además, era compatible con Animal Crossing: City Folk para Nintendo Wii.
El servicio de conexión Wi-Fi de Nintendo dejó de funcionar el 20 de mayo de 2014.

## Recepción
Animal Crossing: Wild World fue líder de ventas durante su lanzamiento. Solo en Japón consiguió vender 325.000 copias en la primera semana, superando la marca anterior establecida por Jump Super Stars y convirtiéndose en el título más vendido de Nintendo DS hasta el lanzamiento de Más Brain Training en 2007. El título sigue siendo hoy el más exitoso de la saga Animal Crossing, con más de 11,75 millones de copias vendidas hasta 2016.
El juego ha recibido buenas críticas tanto de los jugadores como de la prensa especializada, con una puntuación agregada de 86 sobre 100 en Metacritic. Aunque hubo una valoración general positiva respecto al uso del videojuego en línea, se criticaron aspectos como la ausencia de fiestas señaladas, la jugabilidad con la pantalla táctil y la conexión Wi-Fi mediante Códigos Amigo. Todos esos puntos fueron corregidos en títulos posteriores como Animal Crossing: New Leaf.